# 1960年夏季奥林匹克运动会菲律宾代表团
1960年夏季奥林匹克运动会菲律宾代表团是菲律宾派出的1960年夏季奥林匹克运动会代表团。